# ویلهلموس بککرز
ویلهلموس بککرز (انگلیسی: Wilhelmus Bekkers; ۲۱ اوت ۱۸۹۰ – ۱۳ نوامبر ۱۹۵۷) ورزشکار دو و میدانی اهل پادشاهی هلند بود.